# Rhyacopsyche hagenii
Rhyacopsyche hagenii är en nattsländeart som beskrevs av Mueller 1879. Rhyacopsyche hagenii ingår i släktet Rhyacopsyche och familjen smånattsländor. Inga underarter finns listade i Catalogue of Life.